# Биомедицински музеј
Биомедицински музеј (првобитно назван Стална биомедицинска изложба Мирандоле) је индустријски и технолошки музеј који се налази у Мирандоли (у покрајини Модена), у истоименом биомедицинском дистрикту (који контролише локална самоуправа).
Музеј је отворена 2010. године у замку Пико а, након земљотреса у Емилији 2012. године, пресељена у улицу Виа Одоардо Фокерини. Његова колекција је настала са циљем унапређења, очувања и омогућавања приступа свим историјским и научним добарима који се малазе биомедицинском дистрику Мирандола, специјализованом за производњу биомедицинских и једнократних машина. 
Намера оснивача музеја је да се истакне историја и креативни и продуктивни капацитети дистрика почев од његовог оснивања, средином 1960-их година.
Изложени предмети потичу од самих биомедицинских компанија или из збирки приватних колекционара. Изложени су прави реткости, попут вештачког бубрега типа Кил, који је крајем 1960-их продала компанија Даско коју је основао Марио Веронези, оснивач дистрика.
Улаз у музеј је бесплатан.

## Музејска поставка
Изложба прати фазе историје и развоја биомедицинског сектора Мирандоле, почев од 1962. године. Првобитно је била смештена у неким собама замка Пико, али је након земљотреса 2012. године премештена и постављена на нову локацију. Изложба је подељена у два дела, један историјски и један савремени. Прва изложба приказује медицинске уређаје (за једнократну употребу и електромедицинске), фотографије, цртеже и материјале од средине 1960-их па надаље, међу којима се посебно истиче први вештачки бубрег произведен у Италији. 
У савременом делу, постављени су штандови и панели који представљају локалне компаније и друге субјекте уско повезане са медицинским сектором, илуструјући њихове производе и услуге.

### Историјско путовање кроз изложене производе
На улазу у музеј, налази се низ илустрованих панела који објашњавају хронологију настанка свих биомедицинских компанија од 1962. до 2012. године, пружајући посетиоцима увид и објашњења у вези са тренутном стварношћу у савременом биомедицинском сектору (са производима и услугама); Такође међу поставкама постоји и сажетак биографије оснивача биомедицине, Марија Веронезија.

Од веома скромних почетака почетком 1960-их квалитативни скок, средином деценије, дат је производњом вештачког бубрега, уређаја који се састоји од равне мембране и низа пумпи које су омогућиле, уклањањем токсичних супстанци из пацијентове крви осмозом у екстракорпоралној циркулацији, и лечење хроничне бубрежне инсуфицијенције путем хемодијализе.
- Вештачки бубег са пратећом опремом

Сву опрему и уређаје који су изложени произвела је компанија Dasco, са изузетком кревета са вагом који је произвела компанија Tassinari Bilance из Сант'Агостина.. Хемодијализа се изводи разменом супстанци кроз порозну мембрану између крви и течности која се назива дијализат (или течност за дијализу). У то време, у центрима за дијализу, течност за дијализу је обично припремала једна машина и дистрибуирала се различитим мониторима [ 7 ] повезаним са пацијентима: сваки пацијент је стога имао исти дијализат. Монитор је коришћен за регулисање и праћење брзине протока, притиска и температуре дијализата; Манометар је коришћен за проверу крвног притиска на нивоу венске инфузије.
- Део артефаката из музејске поставке

### Биомедицина данас
Последње крило музеја посвећено је производима/услугама локалних компанија, које се смењују на изложби, како би повремено приказали своје најновије иновације у области медицине и науке.

## Активности музеја
Музејска изложба је сведочанство напретка људског знања и вештина: поглед на прошлост и садашњост како би се пружиле корисне информације за будуће пројекте. Музеј бележи велики прилив посетилаца из овог сектора, укључујући и оне из разних земаља. Поводом педесете годишњице оснивања биомедицинског дистрика Мирандола  организује бројне школске посете. Такође организује састанке и интервјуе унутар објекта. У просеку, дневна посећеност је око 70 људи, са врхунцем од 200 викендом.
Музеј организује пилот курсеве за ученике локалних средњих школа, како би пружио основну обуку о технологијама и подстакао њихово знање и иновације производа. Такође је отворена сарадња са студентима медицинских и биотехнолошких факултета Универзитета у Модени и Ређо Емилији , како би се упознали будући лекари, информисали о постојећим производима и прикупили нове идеје.